# Plumarella flabellata
Plumarella flabellata är en korallart som beskrevs av W. Versluys 1906. Plumarella flabellata ingår i släktet Plumarella och familjen Primnoidae. Inga underarter finns listade i Catalogue of Life.